# Glomus intraradices
Glomus intraradices és un fong micorriza arbuscular que es fa servir per inocular els sòls agrícoles. També és un dels millors per a usos forestals, tanmateix, no té valor comercial com a bolet comestible o medicinal.
Les anàlisis moleculars recents del seu ADN ribosòmic suggereixen que Glomus intraradices en realitat no ha de pertànyer al gènere Glomus i hauria de ser reanomenat Rhizophagus intraradices.

## Descripció
Les seves espores són de color blanc, crema, marró-groc. La seva forma és el·líptica amb irregularitats
La seva mida generalment entre 40 - 140 μm.
Les hifes tenen una forma cilíndrica o lleugerament acampanada amb una mida d'entre 11 - 18 μm.

### Reproducció
Com tots els fongs es reprodueix per espores. Les hifes creixen a partir de les espores i finalment el fong crea un cos fructífer (bolets) que alliberaran més espores, reiniciant el cicle vital.

## Ecologia i distribució
Glomus intraradices es pot trobar en gairebé qualsevol sòl especialment on hi hagi bosc o prats
Entre les seves plantes hoste, que no han de ser necessàriament plantes vasculars, es troben:
- Ceba - Allium cepa L.[7]

- Acacia holosericea[8]

- Lli - Linum usitatissimum L.[9]

- Vigna unguiculata[10]

- Tomaquera - Lycopersicon esculentum[11]

- Albaida - Anthyllis cytisoides[12]

## Importància
G. intraradices incrementa la captació de fòsfor en moltes plantes i també millora l'agregació de les partícules del sòl gràcies a les seves hifes.
Per aquestes qualitats, G. intraradices sovint es troba en fertilitzants basats en les micorrizes.